# Puerto de Menga
Puerto de Menga är ett bergspass i Spanien.   Det ligger i provinsen Provincia de Ávila och regionen Kastilien och Leon, i den centrala delen av landet, 110 km väster om huvudstaden Madrid. Puerto de Menga ligger 1 567 meter över havet.
Terrängen runt Puerto de Menga är huvudsakligen kuperad, men åt nordväst är den bergig. Runt Puerto de Menga är det mycket glesbefolkat, med 5 invånare per kvadratkilometer. Närmaste större samhälle är Solosancho, 12,4 km nordost om Puerto de Menga. Trakten runt Puerto de Menga består i huvudsak av gräsmarker.